# Hyocomium langsdorffi
Hyocomium langsdorffi là một loài Rêu trong họ Hypnaceae. Loài này được (Hook.) Spruce mô tả khoa học đầu tiên năm 1867.